# 水野きみこ
水野 きみこ（みずの きみこ、芸能活動当時の本名：水野 規仁子〈読み同じ〉、1965年5月11日 - ）は、1980年代に活動した日本の元アイドル歌手（渡辺プロダクション所属）。愛知県名古屋市出身。 血液型：A型。 愛称は「キミー」「キミちゃん」。

## 学歴
名古屋市立北陵中学校　→　私立同朋高等学校　→　私立堀越高等学校（編入、卒業）

## 来歴
- 中学3年生の時、渡辺プロダクションの音楽学院（名古屋校）に入学。名古屋のスクールメイツとして活動。
- 1981年末、渡辺プロのオーディションを受け合格。
- 1982年3月、上京。
- 同年5月、ポリドールより「私のモナミ」でレコードデビュー。 キャッチフレーズは、「は・に・か・む・キ・ミ・が・好き・な・ん・だ」。
- 上京してからわずか2年ほどの活動で芸能界を引退し、地元名古屋に戻る。その後は、名古屋市中村区松坂屋本店に勤務。
- 水野の大ファンだった池田貴族が、当時メインMCを務めていたバラエティ番組『なごやかホルモン』（CBCテレビ）で会いたいとラブコールを送り、引退後は一切テレビなどに出演していなかったが、1度だけ同番組に出演している。その際に、「結婚するので松坂屋本店は退社した」と明かした。
- 2016年12月3日放送の『嵐にしやがれ』にも出演。「相葉雅紀の代行調査」のコーナーで実の娘（当時19歳）からの調査依頼を受け、出演が実現した。[2]

## 人物
- 他人を蹴落としてまで上に上がろうとする性格ではなかった。
- とてもおとなしい性格だった。
- 2歳年上の姉がいる。
- 娘がいる。

## 主な出演

### バラエティ番組
- 新春かくし芸大会 （フジテレビ）
- クイズ・ドレミファドン! （フジテレビ） - 司会
- 夜のヒットスタジオ （フジテレビ）
- 家族対抗 ボウル de ビンゴ （関西テレビ） - アシスタント
- 8時だョ!全員集合 （TBS）第649、689回
- なごやかホルモン （CBCテレビ）
- 嵐にしやがれ（2016年12月3日、日本テレビ）

### テレビドラマ
- マッチの燃えろ!青春 PART4 （テレビ東京）
  - 『ヤンヤン歌うスタジオ』内の5分枠コーナードラマ。 近藤真彦の妹役。

### ミュージカル
- ミュージカル・シルエット・ファンタジー 「秘密の花園」
  - （1983年8月3日 - 16日、博品館劇場） 主演・メアリー役

## ディスコグラフィ

### シングル
| #          | 発売日         | A/B面      | 収録曲                               | 作詞           | 作曲            | 編曲       | 規格品番   |            |
| ポリドール | ポリドール     | ポリドール | ポリドール                           | ポリドール     | ポリドール      | ポリドール | ポリドール | ポリドール |
| ---------- | -------------- | ---------- | ------------------------------------ | -------------- | --------------- | ---------- | ---------- | ---------- |
| 1st        | 1982年 5月25日 | A面        | 私のモナミ                           | 尾関昌也       | 尾関裕司        | 大村雅朗   | 7DX-1177   |            |
| 1st        | 1982年 5月25日 | B面        | 小さな恋のメロディ                   | 伊藤薫         | 伊藤薫          | 大村雅朗   | 7DX-1177   |            |
| 2nd        | 1982年 9月25日 | A面        | 夢見るアニー                         | 尾関昌也       | 尾関裕司        | 大谷和夫   | 7DX-1199   |            |
| 2nd        | 1982年 9月25日 | B面        | TOMORROW                             | Martin Charnin | Charles Strouse | 大谷和夫   | 7DX-1199   |            |
| 3rd        | 1983年 2月25日 | A面        | 神よ何てお礼を言えばいいのか分らない | 花岡優平       | 花岡優平        | 大谷和夫   | 7DX-1219   |            |
| 3rd        | 1983年 2月25日 | B面        | ハイヒールDreamin'                   | 森田由美       | 西平彰          | 松任谷正隆 | 7DX-1219   |            |
| 4th        | 1983年 6月25日 | A面        | VIRGIN                               | 尾関昌也       | 尾関裕司        | 若草恵     | 7DX-1244   |            |
| 4th        | 1983年 6月25日 | B面        | 愛はケセラ・セラ                     | 尾関昌也       | 尾関裕司        | 若草恵     | 7DX-1244   |            |

### オリジナルアルバム
- は・じ・め・ま・し・て - Honey Come Kimiee -  （1982年7月）
  1. SUMMERY PRELUDE
  2. 恋は南風
  3. 禁じられた遊び
  4. 五月生まれ
  5. 私のモナミ
  6. “好き”と言えたら
  7. 小さな恋のメロディ
  8. ファニーガール
  9. RAIN RAIN
  10. AFTER SCHOOL

### ベストアルバム
- Myこれ!クション　水野きみこ・ベスト （デジタルリマスタリング。全16曲。2002年11月20日）
  - 水野がリリースした全てのオリジナル音源を全曲収録。

  1. SUMMERY PRELUDE
  2. 恋は南風
  3. 禁じられた遊び
  4. 五月生まれ
  5. 私のモナミ
  6. “好き”と言えたら
  7. 小さな恋のメロディ
  8. ファニーガール
  9. RAIN RAIN
  10. AFTER SCHOOL
  11. 夢見るアニー
  12. TOMORROW
  13. 神よ何てお礼を言えばいいのか分らない
  14. ハイヒールDreamin'
  15. VIRGIN
  16. 愛はケセラ・セラ
- Myこれ! Lite　水野きみこ （デジタルリマスタリング。全12曲。2010年5月19日）
  1. 私のモナミ
  2. 小さな恋のメロディ
  3. 夢見るアニー
  4. TOMORROW
  5. 神よ何てお礼を言えばいいのか分らない
  6. ハイヒールDreamin’
  7. VIRGIN
  8. 愛はケセラ・セラ
  9. SUMMERY PRELUDE
  10. “好き”と言えたら
  11. RAIN RAIN
  12. AFTER SCHOOL

### 非売品サンプラーLP
- DRAMADIO ドラマジオ 「SHE IS Ki・miee ～ Domestic Sample Disk」 （1982年）
  - 販促用の非売品サンプラーLP。 全10曲。 水野が歌手デビュー前に、自分のデビューシングル『私のモナミ』を含め、POLYDORレコードのあらゆる歌手の楽曲をDJとして曲紹介。 当LPだけでしか聴けない『私のモナミ （ライブ風）』も収録。

### ビデオ
- 翔んだバタフライ こわいけど、ヴァージン。 （1983年6月、30分、群雄社出版）
  - 相米慎二の演出によるイメージビデオ。

## 書籍

### 写真集
- 夢摘み （1984年3月、株式会社サンリオ、撮影：野村誠一）

### 雑誌
- 明星ヘアカタログ （1982年）
- 週刊プレイボーイ （1982年5月25日号、1983年2月15日号、集英社）
- GORO （1982年6月10日号、9月9日号）
- オリコンウィークリー （1982年7月9日号、表紙）
- BOMB! （1983年2月号）
- 月刊写真時代Jr. （1983年2月号、表紙）
- プレイボーイアイズ （1983年5月号、集英社、表紙）
- 月刊MAZAR （1983年7月創刊号、群雄社、表紙）
- CAPA （1983年9月号、表紙）
- 別冊ホリデーオート （1983年6月号、表紙）
- ピットイン （1984年3月号、表紙）
- DELUXEマガジン （グラビア、講談社）
- 他多数

## ファンクラブ
- ファンクラブ名 - 「KIMIEE HOUSE (キミーハウス)」
- ファンクラブ月刊会報誌名 - 「YOUNGヤング」
  - （ただし、「渡辺プロ友の会」としての会報だったので、水野以外の渡辺プロタレントも同時に多数掲載されていた）